# Klaszterezettség
A klaszterezettség vagy klaszterezettségi együttható a gráfelméletben azt mutatja meg, hogy mennyire gyakori, hogy egy gráf egy csúcsának szomszédai egymásnak is a szomszédai, azaz milyen közel vannak a csúcsok szomszédai által feszített részgráfok a teljes gráfhoz. A fogalmat Duncan J. Watts és Steven Strogatz vezette be 1998-ban a kis-világ tulajdonság vizsgálatára. A hálózati topológia vizsgálatában az átlagos távolság és a fokszámeloszlás mellett az egyik legfontosabb jellemző.

## Definíció
Irányítatlan gráfban egy csúcs klaszterezettsége annak az aránya, hogy hány él van a szomszédai között, és hogy maximálisan hány lehetne, azaz egy {\displaystyle G(V,E)} gráfban – a {\displaystyle v_{i}} csúcs szomszédainak halmazát {\displaystyle N_{i}=\{v_{j}\}:(v_{i},v_{j})\in E)} -vel jelölve – a {\displaystyle v_{i}} csúcs klaszterezettsége
{\displaystyle C_{i}={\frac {|\{(v_{j},v_{k})\in E|v_{j},v_{k}\in N_{i}\}|}{|\{(v_{j},v_{k})|v_{j},v_{k}\in N_{i}\}|}}}
Irányított gráfokra a klaszterezettség hasonlóan definiálható, csak az éleket mindkét irányban számolni kell.
Egy másik szokásos megfogalmazásban, jelölje {\displaystyle \lambda _{G}(v)} a v csúcsot tartalmazó háromszögek számát (azaz azon három csúcsot és három élt tartalmazó részgráfokét, amelyeknek v az egyik csúcsa), és {\displaystyle \tau _{G}(v)} azoknak a tripleteknek (vagyis két szomszédos élből álló, nem feltétlenül feszített részgráfoknak) a számát, amiknek v a középpontja. Ekkor
{\displaystyle C_{i}={\frac {\lambda _{G}(v)}{\tau _{G}(v)}}}
A teljes gráf klaszterezettsége az egyes csúcsok klaszterezettségének az átlaga:
{\displaystyle {\bar {C}}={\frac {1}{n}}\sum _{i=1}^{n}C_{i}}
Egy gráf akkor kis-világ tulajdonságú, ha a klaszterezettsége lényegesen nagyobb egy azonos csúcsszámú véletlen gráf klaszterezettségénél, és az átlagos legrövidebb úthossza kicsi.